# Jacques Simon (Glaskünstler)
Jacques Simon (* 10. März 1890 in Reims, Département Marne; † 10. März 1974 ebenda) war ein französischer Glaskünstler und Maler.

## Leben
Simon entstammte einer Familie von Glaskünstlern: sein Großvater Jean-Pierre Simon (1813–1874) half u. a. mit, die Fenster der Kathedrale von Reims zu restaurieren, sein Vater Pierre-Paul Simon (1853–1917) fuhr mit dieser Arbeit fort und arbeitete auch einige Zeit in der Dombauhütte. Die Familie Simon stellte ab 1890 regelmäßig im Salon de Paris aus und war 1906 auch auf der Weltausstellung in Mailand zu sehen.
1920 heiratete Simon in Ville-Dommange (Département Marne) Madeleine Roussin (1902–1978) und hatte mit ihr zwei Töchter und einen Sohn.
Simon fertigte nach Entwürfen von Marc Chagall weitere Fenster und Reliefs für die Kathedrale seiner Heimatstadt. Nach dem Ersten Weltkrieg übernahm Simon die Leitung der väterlichen Werkstatt. Neben seinem eigenständigen Werk kam es auch immer wieder zur Zusammenarbeit mit anderen Künstlern, wie z. B. Henri Deneux (1874–1969).
1974 starb Simon in Reims und fand dort auch seine letzte Ruhestätte. Danach übernahm seine Tochter Brigitte (1926–2009) zusammen mit ihrem Ehemann Charles Marq (1923–2005) seine Werkstatt und Atelier.

## Ehrungen
- Die Allée Jacques-Simon in Reims wurde ihm zu Ehren benannt
- Die Avenue Jacques-Simon in Saint-Memmie (Département Marne) trägt seinen Namen